# JAL Express
JAL Express (Japans: 株式会社JALエクスプレス, Kabushiki-gaisha JAL Ekusupuresu) is een Japanse low cost-luchtvaartmaatschappij met hoofdkantoor in Ikeda (Osaka International Airport). Het is een volle dochter van Japan Airlines International.
JAL Express is opgericht in 1997 door Japan Airlines.

## Vloot
De vloot van JAL Express bestaat uit: (oktober 2007)
- 8 Boeing B-737-400
- 7 Douglas DC-9-80

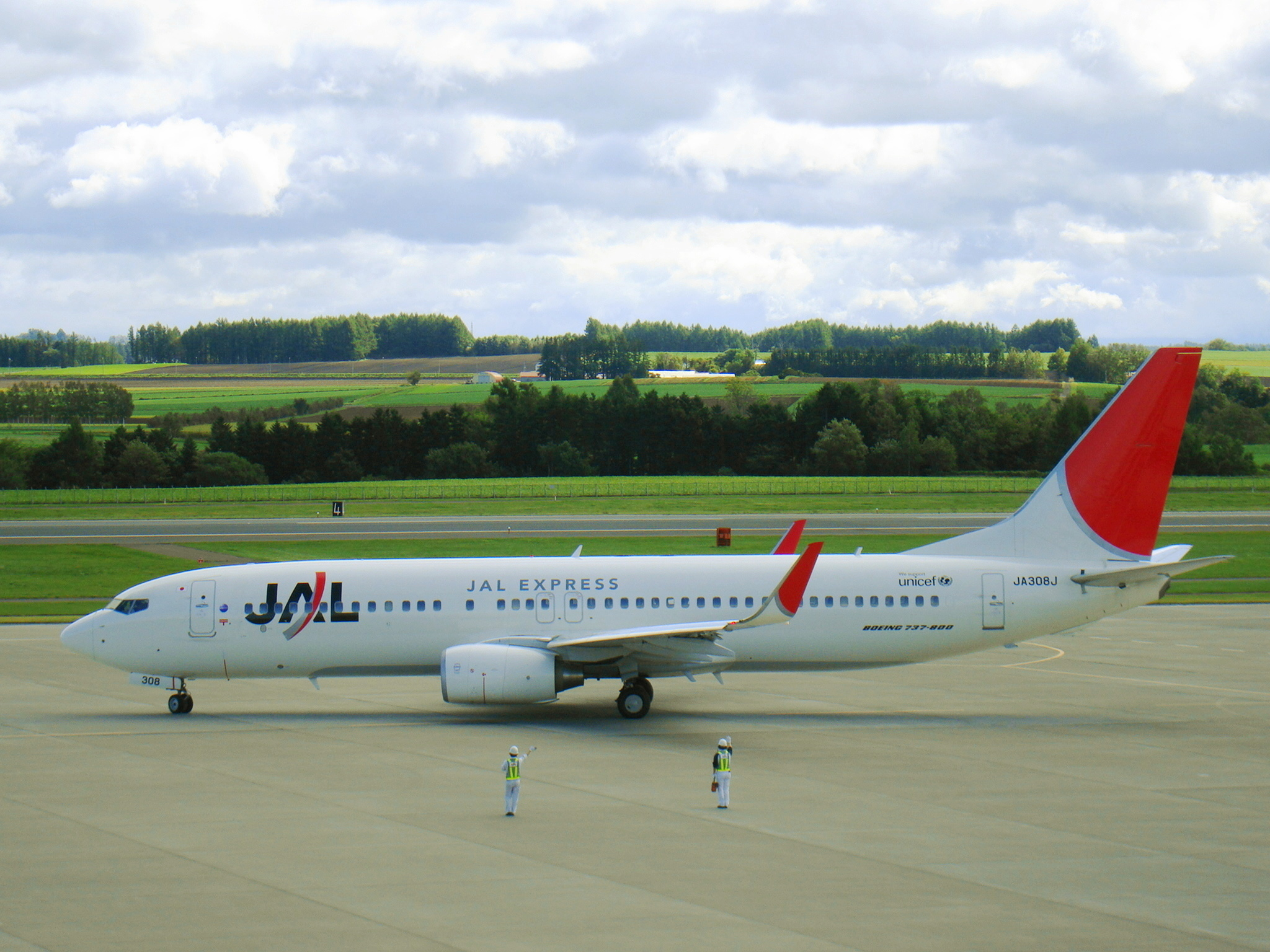
Boeing 737-800
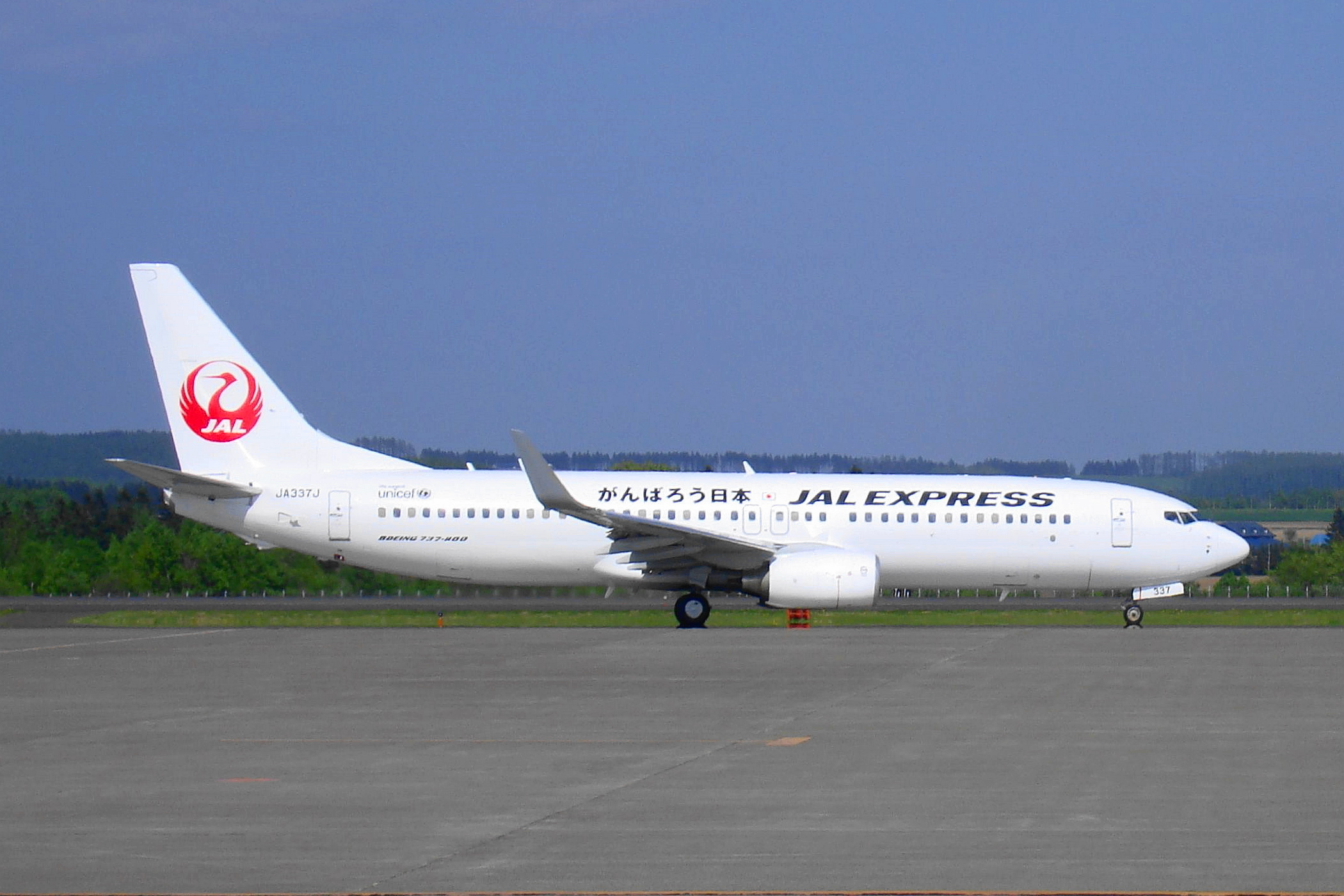
Boeing 737-800 new "Tsurumaru" livery